# Mohammed Chaib
Mohammed Chaib (àrab: محمد شعيب)  (Algèria, 20 de maig de 1957) és un exfutbolista algerià de la dècada de 1980.
Fou internacional amb la selecció d'Algèria amb la qual participà en la Copa del Món de futbol de 1986.
Pel que fa a clubs, destacà a RC Kouba.